# بين ويلسون (لاعب كرة قدم)
بين ويلسون (بالإنجليزية: Ben Wilson)‏ (9 أغسطس 1992 في المملكة المتحدة - ) هو لاعب كرة قدم بريطاني في مركز الهجوم. لعب مع كارديف سيتي وكامبريدج يونايتد ونادي أكرينغتون ستانلي ونادي تشيسترفيلد ونادي سندرلاند ونادي غيتزهد ونادي هاروجيت تاون وإيه أف سي ويمبلدون.

## وصلات خارجية
- بين ويلسون على موقع قاعدة بيانات كرة القدم.إي يو (الإنجليزية)
- بين ويلسون على موقع Soccerbase.com (لاعب) (الإنجليزية)
- بين ويلسون على موقع Soccerway.com (الإنجليزية)